# Роум (Тексас)
Роум (енгл. Rhome) град је у америчкој савезној држави Тексас. По попису становништва из 2010. у њему је живело 1.522 становника.

## Демографија
Према попису становништва из 2010. у граду је живело 1.522 становника, што је 971 (176,2%) становника више него 2000. године.
| Група             | 2000.       | 2010.         |
| Белци             | 477 (86,6%) | 1.269 (83,4%) |
| Афроамериканци    | 4 (0,7%)    | 10 (0,7%)     |
| Азијати           | 2 (0,4%)    | 8 (0,5%)      |
| Хиспаноамериканци | 59 (10,7%)  | 191 (12,5%)   |
| Укупно            | 551         | 1.522         |